# 마에다 가즈야 (1982년)
마에다 가즈야(일본어: 前田 和哉, 1982년 9월 8일 ~ )는 일본의 전 축구 선수이다.

## 구단 경력
그는 2005년부터 2017년까지 J리그의 세레소 오사카, 몬테디오 야마가타, 기라반츠 기타큐슈에서 활동하였다.